# Bartholomäuskirche (Gliwice)

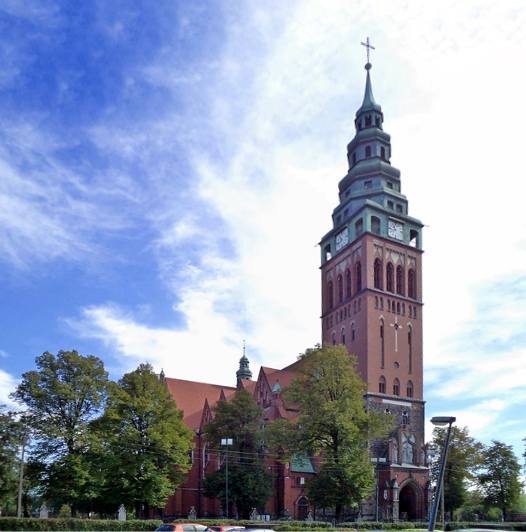
Neue Bartholomäuskirche

Die neue Bartholomäuskirche (polnisch Kościół św. Bartłomieja) ist eine römisch-katholische Kirche an der ul. Bernardyńska Nr. 19 im Stadtteil Szobiszowice (Petersdorf) in Gliwice (Gleiwitz).

## Geschichte
Die neogotische Kirche wurde in den Jahren zwischen 1907 und 1911 nach Plänen des Architekten Ludwig Schneider (1854–1943) erbaut. Der Kirchturm ist 92 Meter hoch. Die Kirche kann bis zu 6000 Personen Platz bieten. Sie ist seit 1911 die neue Pfarrkirche der damals stetig wachsenden Pfarrgemeinde von Petersdorf und übernahm die Funktion der alten Bartholomäuskirche, deren Räumlichkeiten für Gemeindezwecke zu klein geworden waren.

## Alte Bartholomäuskirche

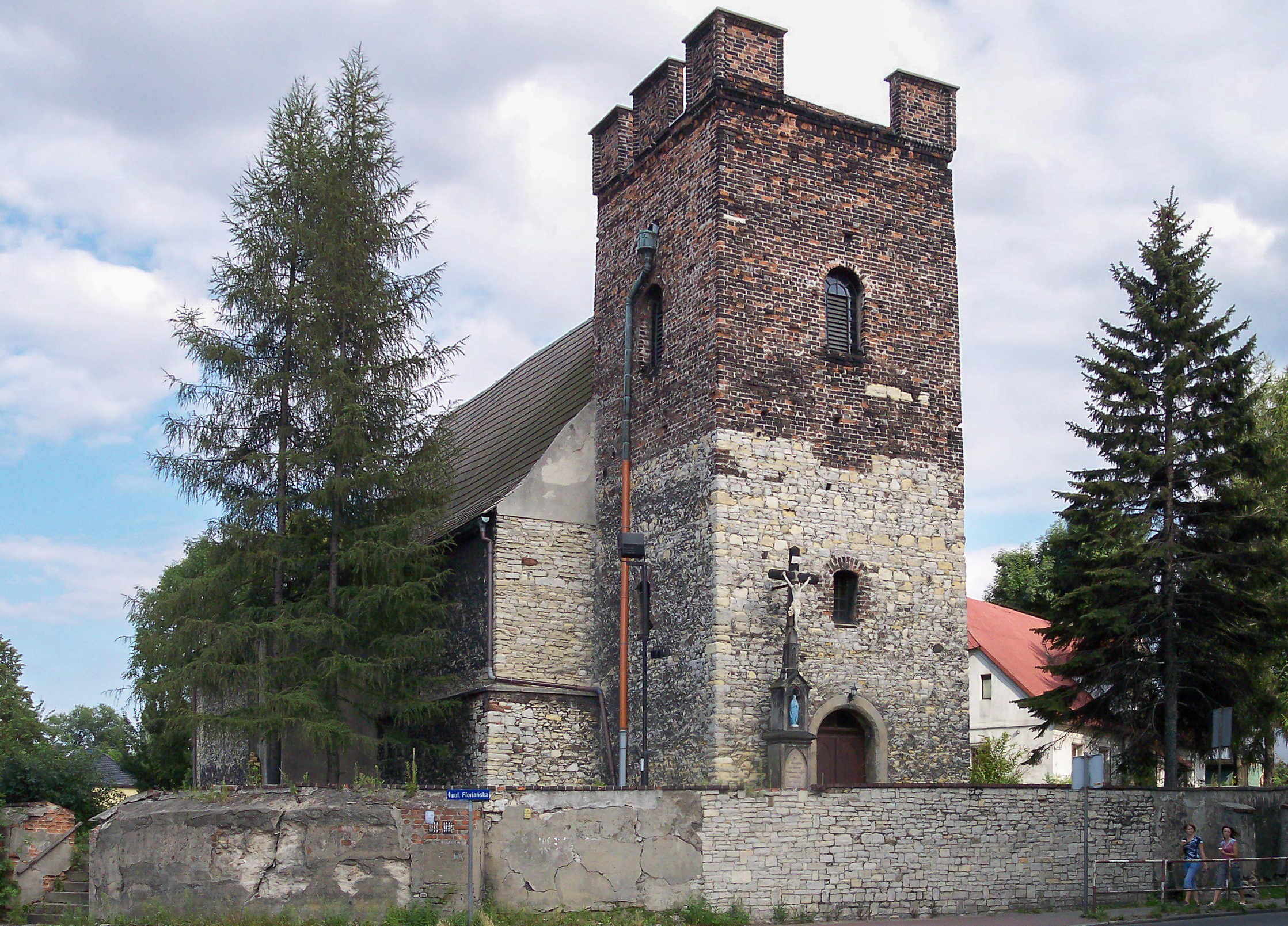
Alte Bartholomäuskirche

Die alte Bartholomäuskirche ist eine Wehrkirche aus dem 13. Jahrhundert. Vermutlich steht ihre Errichtung im Jahre 1232 im Zusammenhang mit dem Wirken des Templerordens. Die romanische Kirche befindet sich zusammen mit dem sie umgebenden ehemaligen Kirchhof in Szobiszowice an der Kreuzung der ul. Toszecka und ul. Floriańska und ist die älteste Kirche im heutigen Stadtgebiet von Gliwice. Sie wurde im 15. und 16. Jahrhundert erweitert und ausgebaut. Durch ihren Standort an einem Abhang und den Zinnen am Turm ist es wahrscheinlich, dass sie auch der Verteidigung diente. Da die Kirche der Gemeinde schon ab Mitte des 19. Jahrhunderts zu klein wurde, wurde zwischen den Jahren 1907–1911 die neue Bartholomäuskirche gebaut.